# Crossodactylus caramaschii
Espèce
Statut de conservation UICN

 LC  : Préoccupation mineure
Crossodactylus caramaschii est une espèce d'amphibiens de la famille des Hylodidae.

## Répartition
Cette espèce est endémique du Brésil. Elle se rencontre dans le sud de l'État de São Paulo, dans le Paraná et dans le Santa Catarina.

## Description
Crossodactylus caramaschii mesure de 21 à 26 mm pour les mâles. Son dos est brun foncé et présente une ligne longitudinale claire. Son ventre est blanc jaunâtre avec une réticulation brune.

## Étymologie
Son nom d'espèce, caramaschii, lui a été donné en référence à Ulisses Caramaschi pour sa contribution à la connaissance de l'herpétofaune du Brésil.

## Publication originale
- Bastos & Pombal, 1995 : A new species of Crossodactylus (Anura: Leptodactylidae) from Atlantic rain forest of southeastern Brazil. Copeia, vol. 1995, no 2, p. 436-439 (texte intégral).